# Alberto Gonzales
Alberto R. Gonzales (ur. 4 sierpnia 1955 w San Antonio) – amerykański prawnik i polityk.
Dorastał w Houston. Podstawowy etap edukacji ukończył w Teksasie, później studiował na Rice University. Ukończył też studia prawnicze na Harvard Law School przy Uniwersytecie Harvarda. W latach 1973–1975 służył w Siłach Powietrznych Stanów Zjednoczonych, w latach 1975–1977 uczęszczał do Akademii Sił Powietrznych Stanów Zjednoczonych (the United States Air Force Academy, USAFA).
Pomiędzy 14 stycznia 1999 do 22 grudnia 2000 roku był sędzią Sądu Najwyższego stanu Teksas (fotel czwarty). Z urzędu tego zrezygnował, by w 2001 roku zostać doradcą prawnym Białego Domu (White House Counsel). Tę funkcję pełnił do 2005 roku, kiedy to 3 lutego 2005 roku został prokuratorem generalnym Stanów Zjednoczonych w gabinecie prezydenta George’a W. Busha. 27 sierpnia 2007 roku zapowiedział swoją rezygnację z pełnienia urzędu, lecz pełnił go jeszcze do 17 września 2007 roku.